# Federico Tuta
Federico Tuta (1269 – Hirschstein, 16 agosto 1291) fu margravio di Landsberg dal 1285 alla morte e margravio di Lusazia dal 1288 alla morte. Fu anche reggente del margraviato di Meißen.
L'origine e il significato del suo soprannome Tuta non sono chiari e le fonti non rispondono ai quesiti. Probabilmente significa "il balbuziente".

## Biografia
Federico era il figlio unico del marchese della dinastia Wettin, Teodorico di Landsberg, e di Elena, figlia del margravio Giovanni I di Brandeburgo; era quindi un nipote del margravio Enrico III di Meißen. Apparteneva dunque alla dinastia Wettin.
Alla morte prematura di suo padre, avvenuta nel 1285, gli successe nel margraviato di Landsberg, marca comprendente la maggior parte del territorio Osterland con Lipsia, Grimma e la residenza margraviale di Weißenfels.
Quando suo nonno, il margravio Enrico III, morì nel 1288, Federico Tuta combatté per l'eredità del nonno contro lo zio Alberto il Degenerato per i margraviati di Meißen e Lusazia. Infine i due si accordarono e Alberto succedette al padre nel margraviato di Meißen mentre Federico ereditò la marca di Lusazia del nonno. Tuttavia i figli di Alberto, Federico il Morsicato e Teodorico IV, contestarono questo accordo e il dominio di Federico in Lusazia in breve tempo fu contestato da suo cugino Teodorico IV.
A sua volta, Federico Tuta si concentrò sull'espansione del suo potere nelle terre di Meißen, dove il dominio del margravio e zio Alberto fu scosso da una feroce disputa con i suoi figli. Temporaneamente arrestato dal figlio Federico il Morsicato, Alberto dovette rinunciare a gran parte delle sue terre e nel 1289 Federico Tuta, con il sostegno di numerosi nobili locali, fu in grado di acquisire un significativo territorio nel margraviato di Meißen. Acquisì anche numerose terre nei dintorni di Dresda da suo zio Federico Clem, il figlio più giovane del defunto margravio Enrico III.
Federico morì improvvisamente il 16 agosto 1291, a 22 anni, nel castello di Hirschstein, presumibilmente a causa di ciliegie avvelenate offertegli dal vescovo Withego di Meißen. Poiché non aveva nessun erede maschio, le sue terre furono divisi dopo la sua morte. I suoi cugini Federico il Morsicato e Teodorico IV presero Meißen e Lusazia; mentre il margraviato di Landsberg fu venduto ai margravi ascaniadi della marca di Brandeburgo. Fu sepolto a Weißenfels.

## Matrimonio e figli
Federico sposò Caterina († 1310), figlia del duca Enrico XIII di Baviera, della dinastia Wittelsbach, e di Elisabetta d'Ungheria, della dinasta degli Arpadi. Ebbero una figlia, Elisabetta.

## Ascendenza
|                                        |                                         |                                                     | Genitori                                          |  |  | Nonni |  |  | Bisnonni                             |  |  | Trisnonni                            |  |
|                                        |                                         |                                                     |                                                   |  |  |       |  |  | Teodorico I, XXI margravio di Meißen |  |  | Ottone II, XVIII margravio di Meißen |  |
|                                        |                                         |                                                     |                                                   |  |  |       |  |  | Teodorico I, XXI margravio di Meißen |  |  | Ottone II, XVIII margravio di Meißen |  |
|                                        |                                         | Edvige di Brandeburgo                               |                                                   |  |  |       |  |  | Teodorico I, XXI margravio di Meißen |  |  |                                      |  |
| Enrico III, XXII margravio di Meißen   |                                         |                                                     |                                                   |  |  |       |  |  | Teodorico I, XXI margravio di Meißen |  |  |                                      |  |
|                                        |                                         | Jutta di Turingia                                   | Ermanno I, VIII langravio di Turingia             |  |  |       |  |  |                                      |  |  |                                      |  |
|                                        |                                         | Jutta di Turingia                                   | Ermanno I, VIII langravio di Turingia             |  |  |       |  |  |                                      |  |  |                                      |  |
|                                        |                                         | Jutta di Turingia                                   | Sofia di Sommerschenburg                          |  |  |       |  |  |                                      |  |  |                                      |  |
| Teodorico, I margravio di Landsberg    |                                         | Jutta di Turingia                                   |                                                   |  |  |       |  |  |                                      |  |  |                                      |  |
|                                        |                                         | Leopoldo VI, IV duca d'Austria e III duca di Stiria | Leopoldo V, II duca d'Austria e II duca di Stiria |  |  |       |  |  |                                      |  |  |                                      |  |
|                                        |                                         | Leopoldo VI, IV duca d'Austria e III duca di Stiria | Leopoldo V, II duca d'Austria e II duca di Stiria |  |  |       |  |  |                                      |  |  |                                      |  |
|                                        |                                         | Leopoldo VI, IV duca d'Austria e III duca di Stiria | Elena d'Ungheria                                  |  |  |       |  |  |                                      |  |  |                                      |  |
| Costanza d'Austria                     |                                         | Leopoldo VI, IV duca d'Austria e III duca di Stiria |                                                   |  |  |       |  |  |                                      |  |  |                                      |  |
|                                        |                                         | Teodora Angelina                                    | Isacco Comneno Vatatzes                           |  |  |       |  |  |                                      |  |  |                                      |  |
|                                        |                                         | Teodora Angelina                                    | Isacco Comneno Vatatzes                           |  |  |       |  |  |                                      |  |  |                                      |  |
|                                        |                                         | Teodora Angelina                                    | Anna Angelina                                     |  |  |       |  |  |                                      |  |  |                                      |  |
| Federico, II margravio di Landsberg    |                                         | Teodora Angelina                                    |                                                   |  |  |       |  |  |                                      |  |  |                                      |  |
|                                        | Alberto II, IV margravio di Brandeburgo | Ottone I, II margravio di Brandeburgo               |                                                   |  |  |       |  |  |                                      |  |  |                                      |  |
|                                        | Alberto II, IV margravio di Brandeburgo | Ottone I, II margravio di Brandeburgo               |                                                   |  |  |       |  |  |                                      |  |  |                                      |  |
|                                        | Alberto II, IV margravio di Brandeburgo | Adele d'Olanda                                      |                                                   |  |  |       |  |  |                                      |  |  |                                      |  |
| Giovanni I, V margravio di Brandeburgo | Alberto II, IV margravio di Brandeburgo |                                                     |                                                   |  |  |       |  |  |                                      |  |  |                                      |  |
|                                        |                                         | Matilde di Lusazia                                  | Corrado II, XXI margravio di Lusazia              |  |  |       |  |  |                                      |  |  |                                      |  |
|                                        |                                         | Matilde di Lusazia                                  | Corrado II, XXI margravio di Lusazia              |  |  |       |  |  |                                      |  |  |                                      |  |
|                                        |                                         | Matilde di Lusazia                                  | Elisabetta di Polonia                             |  |  |       |  |  |                                      |  |  |                                      |  |
| Elena di Brandeburgo                   |                                         | Matilde di Lusazia                                  |                                                   |  |  |       |  |  |                                      |  |  |                                      |  |
|                                        |                                         | Valdemaro II, re di Danimarca                       | Valdemaro I, re di Danimarca                      |  |  |       |  |  |                                      |  |  |                                      |  |
|                                        |                                         | Valdemaro II, re di Danimarca                       | Valdemaro I, re di Danimarca                      |  |  |       |  |  |                                      |  |  |                                      |  |
|                                        |                                         | Valdemaro II, re di Danimarca                       | Sofia di Minsk                                    |  |  |       |  |  |                                      |  |  |                                      |  |
| Sofia di Danimarca                     |                                         | Valdemaro II, re di Danimarca                       |                                                   |  |  |       |  |  |                                      |  |  |                                      |  |
|                                        |                                         | Berengaria del Portogallo                           | Sancho I, re del Portogallo                       |  |  |       |  |  |                                      |  |  |                                      |  |
|                                        |                                         | Berengaria del Portogallo                           | Sancho I, re del Portogallo                       |  |  |       |  |  |                                      |  |  |                                      |  |
|                                        |                                         | Berengaria del Portogallo                           | Dolce di Barcellona                               |  |  |       |  |  |                                      |  |  |                                      |  |
|                                        |                                         | Berengaria del Portogallo                           |                                                   |  |  |       |  |  |                                      |  |  |                                      |  |